# James Burke
James Burke, cunoscut și sub denumirile de Jimmy the Gent, The Big Irishman și The Irish Guinea (n. 5 iulie 1931 – d. 13 aprilie 1996) a fost un gangster Irlandez-American și totodată asociat al familiei mafiote Lucchese, care se presupune că a organizat jaful de la Lufthansa din 1978 ordonând ulterior uciderea mai multor persoane implicate în acel jaf în lunile ce au urmat acestuia. A fost tatăl lui Frankie Burke, gangster mărunt implicat și el în jaful de la Lufthansa, Jesse James Burke, Catherine Burke și al încă unei fiice necunoscute. Catherine s-a căsătorit cu Anthony Indelicato, membru al familiei mafiote Bonanno, în 1992. Jimmy Conway, un personaj din filmul Băieți buni, jucat de Robert De Niro este bazat pe Burke.
1. 1 2  James Burke, Find a Grave, accesat în 9 octombrie 2017